# 上耶澤爾斯科
上耶澤爾斯科（斯洛維尼亞語： 發音：[ˈzɡoːɾnjɛ jɛˈzɛːɾskɔ] ⓘ），是斯洛維尼亞北部耶泽尔斯科市镇的聚居地及行政中心。它是傳統的卡林西亞地區和上克拉尼斯卡統計區的一部分。

## 地理
該地位於北部的卡拉萬克斯山脈和南部的卡姆尼克-薩維尼亞阿爾卑斯山脈之間的高山谷中。從克拉尼出發的公路穿過山谷，一直延伸到與斯洛維尼亞與奧地利邊界上的席伯格鞍部。
是科克拉河支流耶澤尼卡溪流經本地。聚居地東南方的格林托費克峰峰頂標高2,558公尺，為卡姆尼克-薩維尼亞阿爾卑斯山脈的最高峰。

## 教堂

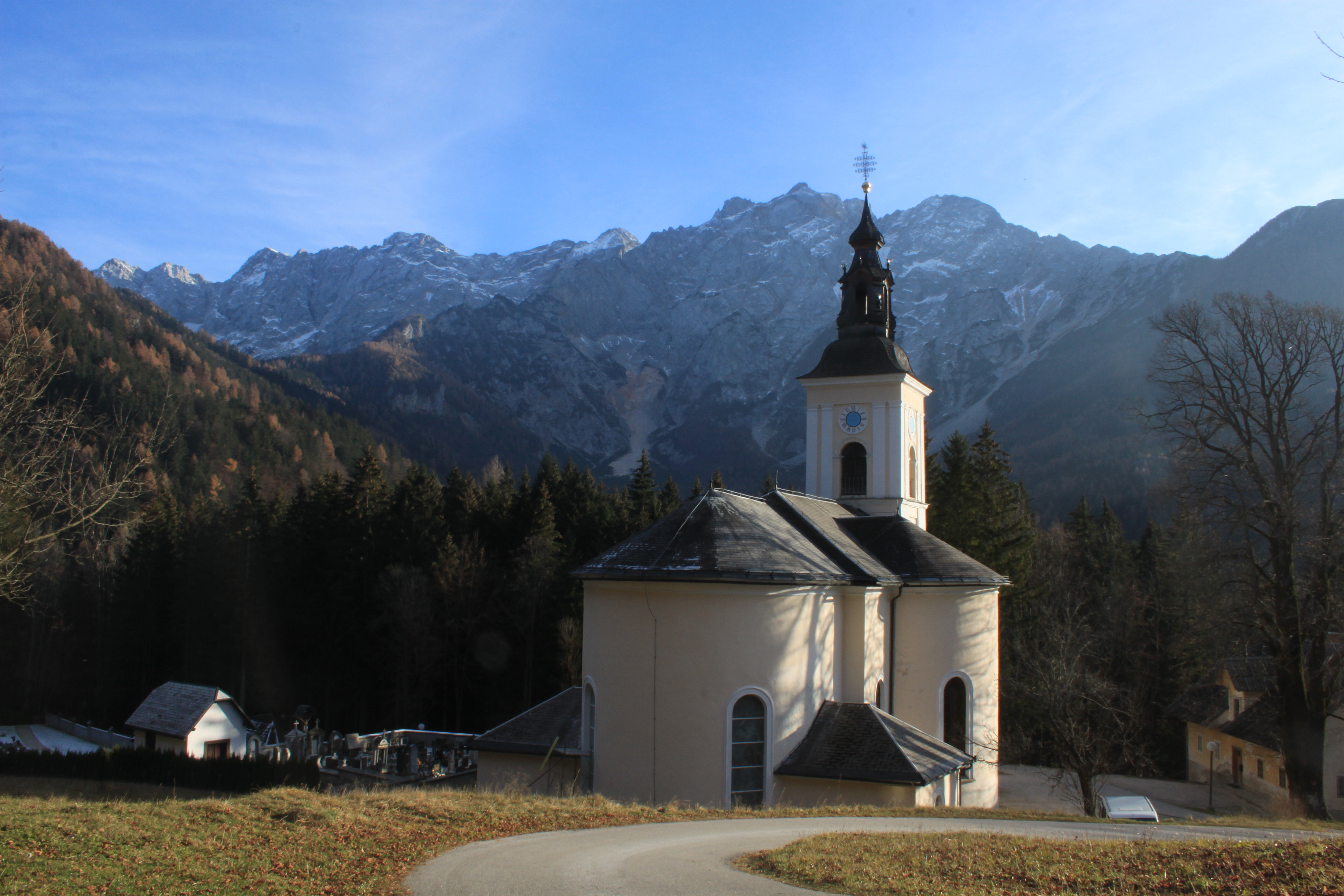
聖奧斯瓦爾德教堂

村內共有三座教堂。其中包括堂區教堂的兩座是獻給聖奧斯瓦爾德。較舊的教堂建於1320年左右，是村莊上方的一座小教堂。較大的19世紀教堂位於主要聚居地的北郊。
聖安德魯教堂是另一個簡易小教堂，位於主要聚居地東北部的 Ravne 小村莊。

## 外部連結
- 维基共享资源上的相關多媒體資源：上耶澤爾斯科
- Zgornje Jezersko at Geopedia （页面存档备份，存于）